# Jalognes

Jalognes este o comună în departamentul Cher, Franța. În 1 ianuarie 2022 avea o populație de 269 de locuitori.